# Vitaly Savin
Vitaly Savin (Karagandá, Kazajistán, 23 de enero de 1966) es un atleta soviético retirado, especializado en la prueba de 4 x 100 m en la que llegó a ser campeón olímpico en 1988.

## Carrera deportiva
En los JJ. OO. de Seúl 1988 ganó la medalla de oro en los relevos 4 x 100 metros, con un tiempo de 38.19 segundos, llegando a meta por delante de Reino Unido y Francia, siendo sus compañeros de equipo: Viktor Bryzhin, Vladimir Krylov y Vladimir Muravyov.